# Symfonie nr. 4 (Hartmann)
Karl Amadeus Hartmann voltooide zijn Symfonie nr. 4 in 1947.

## Muziek
Net als bij zijn vorige symfonieën gingen uitgebreide aanpassingen vooraf aan de totstandkoming van dit werk. Het werk begon rond 1938 als een Concert voor strijkorkest en sopraan. In de loop der jaren verdween de zangstem in haar geheel en kwam er een derde deel bij. Het tweede deel greep daarbij ook nog eens terug op Hartmanns Strijkkwartet nr. 1. De delen:
1. Lento assai – con passione
2. Allegro di molto, risoluto
3. Adagio appassionato

## Uitvoeringen
Het werk ging relatief snel in première (voor Hartmanns Symfonie nr. 3). Hans Rombaud gaf op 2 april 1948 leiding aan het Symphonieorchester des Bayerischen Rundfunks.
Schott Music, de muziekuitgeverij van werk van Hartmann, houdt voor dit werk de geschiedenis van uitvoeringen bij. Daaruit blijkt dat het werk met name in de 21e eeuw aan populariteit won. Voor 2000 zijn “slechts” 26 uitvoeringen bekend, waaronder een hele serie door Christoph Poppen met het Münchener Kammerorchester in 1999. Na 2000 is het werk ruim tachtig keer uitgevoerd door allerlei combinaties (gegevens 1 januari 2021). Daarbij valt op dat dirigent Ingo Metzmacher, die veel uitvoeringen gaf van de eerste drie symfonieën van Hartmann dit werk slechts drie maal heeft geleid. 
Nederland moest lang wachten; pas op 21 januari 2006 vond de Nederlandse première plaats. Dirigent Johannes Leertouwer gaf in het Muziekgebouw aan 't IJ leiding aan het "Nederlands Jeugd Strijk Orkest". Daarna volgde op 8 december 2007 Alexander Liebreich met het Münchener Kammerorchester in hetzelfde gebouw. Op 29 september 2012 gaf Emilio Pomarico leiding aan het Ensemble Resonanz in het Koninklijk Concertgebouw in het kader van een serie concerten gewijd aan werken van Hartmann. Vrijwel direct daarna nam Markus Stenz het met het Radio Filharmonisch Orkest op voor een commerciële uitgave met alle symfonieën van Hartmann.